# Pethanaickenpalayam
Pethanaickenpalayam é uma panchayat (vila) no distrito de Salem, no estado indiano de Tamil Nadu.

## Demografia
Segundo o censo de 2001,  Pethanaickenpalayam  tinha uma população de 16,343 habitantes. Os indivíduos do sexo masculino constituem 50% da população e os do sexo feminino 50%. Pethanaickenpalayam tem uma taxa de literacia de 60%, superior à média nacional de 59.5%: a literacia no sexo masculino é de 69% e no sexo feminino é de 52%. Em Pethanaickenpalayam, 11% da população está abaixo dos 6 anos de idade.